# Collezione Henry Hottinger
La Collezione Hottinger è una collezione di strumenti musicali creata da Henry Hottinger, nato il 4 febbraio 1885 a New York e morto il 19 marzo 1979 a Stamford.

## Storia
Henry Hottinger fu fondatore e membro della Wertheim & Co., una società di banchieri d'investimento, che era anche molto interessata agli strumenti musicali. Accumulò la collezione più famosa di violini rari della metà del XX secolo.
(Charles Beare)

## Citazioni
"... Uno dei grandi collezionisti di violini di tutti i tempi." - Cozio.com